# 沃洛奇斯克
沃洛奇斯克（羅馬化：Volochysk）是乌克兰西部赫梅利尼茨基州赫梅利尼茨基區沃洛奇斯克市镇内的城市及该市镇的行政中心，2020年7月18日前为沃洛奇斯克區的行政中心。該市位於茲布魯奇河左岸，距離州府赫梅利尼茨基58公里，始建於1463年，面積14.61平方公里，海拔高度311米，2022年人口数量为18,295人。

## 图集

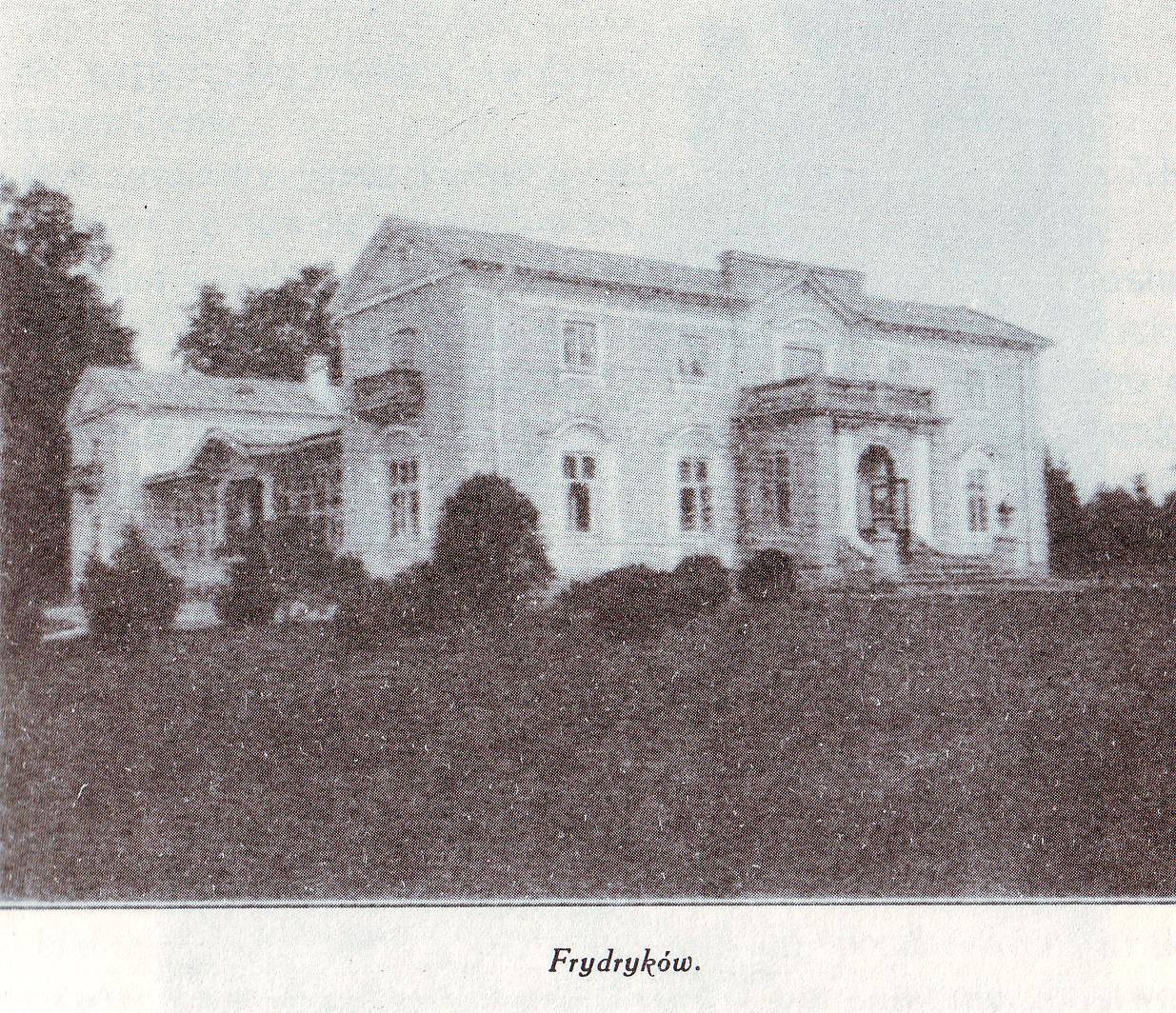
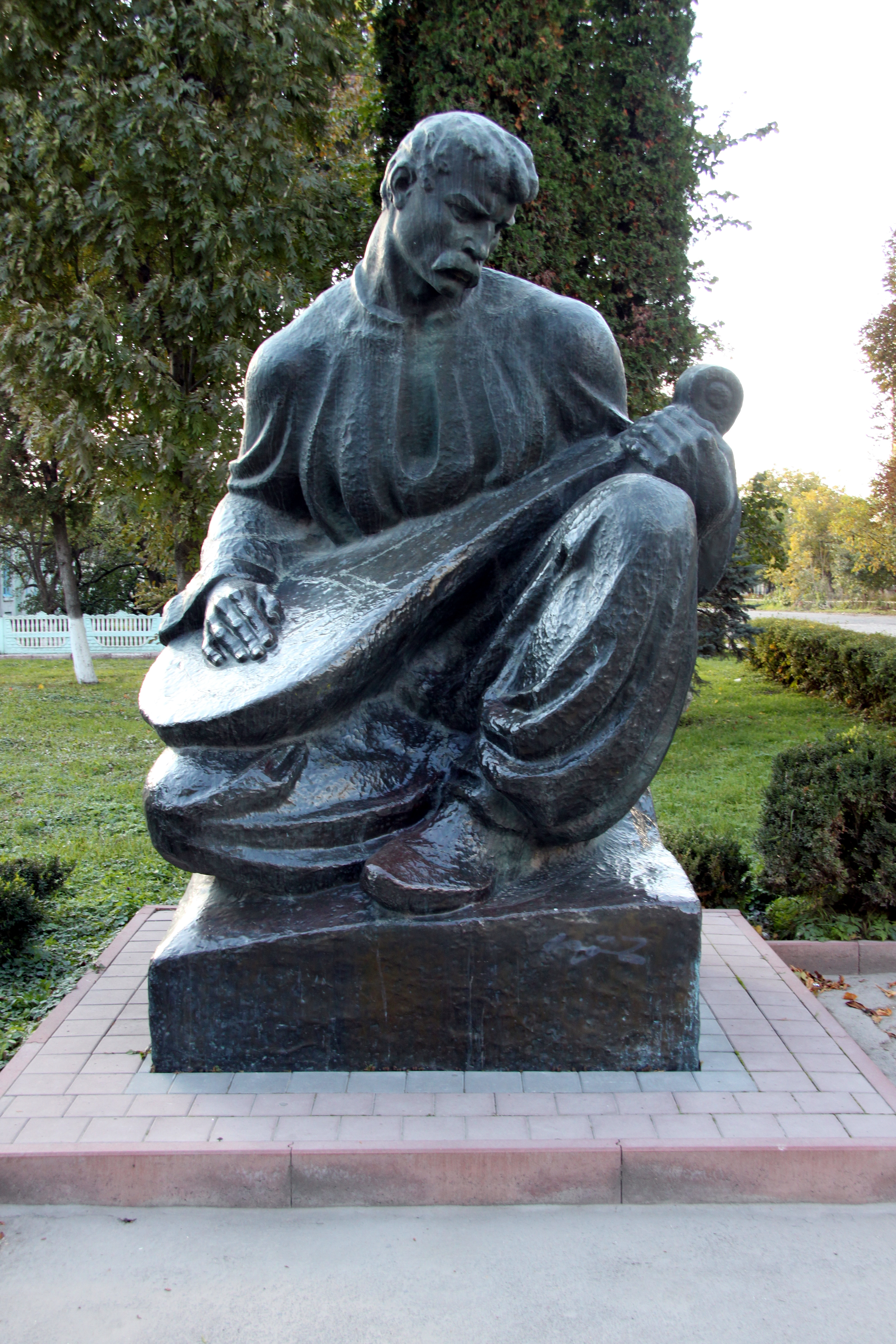
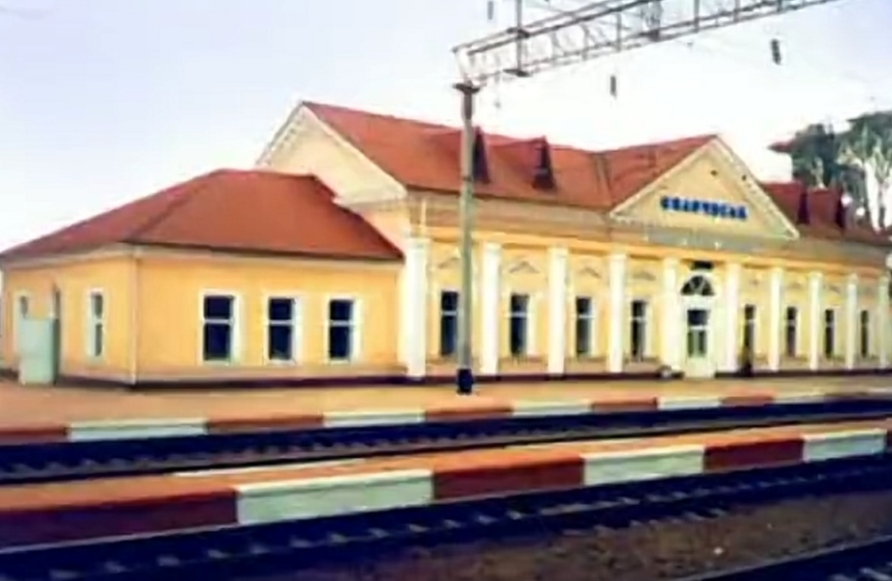

## 友好城市
- 波蘭 梅胡夫